# Ideoblothrus zicsii
Ideoblothrus zicsii är en spindeldjursart som först beskrevs av Volker Mahnert 1978.  Ideoblothrus zicsii ingår i släktet Ideoblothrus och familjen spinnklokrypare. Inga underarter finns listade i Catalogue of Life.